# Jean Chouan
Jean Chouan   (Saint-Berthevin, 30 d'octubre de 1757 - Olivet, 29 de juliol de 1794) era un contrarevolucionari, un revoltador i un reialista decidit.
Dels quatre germans Cottereau, Jean, Pierre, François i René, Jean, el segon, era el pare anomenat chouan ("el silenci"). Uns altres diuen que el seu sobrenom provenia d'una imitació de la crida del mussol pelat (la chouette hulotte) que ell solia utilitzar com a senyal de reconeixement. Menys descarnadament, els joves camarades de Jean ho van sobrenomenar "el nen mentider" (le Gars mentoux o le garçon menteur).
La pel·lícula de Luitz-Morat, de 1926, Jean Chouan va protagonitzar Maurice Lagrenée com Chouan.

## Fiabilitat de les fonts
Bona part del material biogràfic sobre Jean Chouan es basa en l'obra de Jacques Duchemin des Cépeaux, en una obra escrita el 1825 a petició del rei, Carles X, que va governar França des de 1824 fins a 1830, i presenta diverses reclamacions que poden ser infundades. La història de Jean Chouan és, per tant, gairebé segur, en gran part, llegendària. La persistència de la llegenda es pot explicar pel fet que ha estat alimentada contínuament per una petita facció de catòlics i realistes-legitimistes que han continuat actius fins als nostres dies.
El paper de Chouan en la història és, en el millor dels casos, discutible, i els arxius, fins i tot els que pertanyen a aristòcrates residents a la regió, indiquen que era completament desconegut abans de la restauració borbònica del 1814. Una cosa és certa: els republicans, en el seu esforç per calmar la insurgència, va contribuir al naixement de la llegenda. El nom, Jean Chouan, pot ser, de fet, inventat per autoritats republicanes que no van poder anomenar els veritables líders de la insurrecció contra la seva pròpia revolució de 1789, la revolució que havia desassetjat la casa reial de Borbó en primer lloc.
Hi ha, en bona part del material de Jean Chouan, un lleuger capritx de Robin Hood i els seus homes alegres. Chouan és un heroi romàntic que, amb una petita banda de seguidors devots que viuen al bosc, protagonitza incursions valentes contra un règim odiat. Quant d'això és llegenda romàntica i quant històricament és fa actual, probablement sempre estarà obert al debat, però, en qualsevol dels dos casos, la brutalitat de la història d'aquest "heroi" fa vergonya a molts historiadors. Els contes, certs o no, han resultat ser una rica font d'inspiració literària. El més destacable, Honoré de Balzac es va inspirar en aquesta història per escriure la darrera de la seva sèrie de novel·les, La Comédie humaine - una obra anomenada "The Chouans". Tot i així, convé recordar que hi ha una història, indiscutiblement certa, associada a la figura de Jean Chouan; és la història d'una guerra civil cruenta i costosa a l'oest de França.

## Orígens
Pierre Cottereau, llenyater i fabricant de sabates de fusta (esclops), vivia amb la seva dona, Jeanne Cottereau (nascuda Jeanne Moyné), com a arrendatària a la "Closerie des Poiriers" (literalment, el "recinte de l'hort de pera"), una granja a mig camí entre els pobles de Saint-Ouën-des-Toits i Le Bourgneuf-la-Forêt a Mayenne, França. (Un "recinte" és, de fet, una petita explotació, normalment de menys de vint hectàrees d'extensió, i el nom prové de la necessitat que els agricultors tanquin les seves propietats amb tanques per evitar que el bestiar, les ovelles i altres animals domesticats puguin fugir gratuïtament.) La propietat de la família Moyné havia estat establerta per la propietat sobre aquesta propietat cap al 1750.
L'ancià Cottereau, com el seu pare abans, va viure la vida de la seva casa creuant les zones boscoses de l'oest de França, des del bosc entre Mondevert i Le Pertre fins al bosc de Concis, talant arbres, amuntegant i amanint la fusta i fent sabates de fusta, que va vendre als pobles de la Mayenne.
Dels registres de les parròquies locals, particularment dels de la parròquia d'Olivet, on es trobava la "Closerie des Poiriers", es desprèn que es tractava d'una regió profundament en misèria econòmica al llarg de la segona meitat del segle xviii. Per exemple, en diversos registres de naixements, hi ha la notació "né sur la lande" (nascuda a la terra), que indica que els pares del fill podrien haver estat treballadors casuals que dormien en brut. Tan gran va ser la misèria dels treballadors forjadors de Port-Brillet, propietat del príncep de Talmont-Saint-Hilaire, Antoine Philippe de La Trémoille, que van participar en la Revolució Francesa, es van unir a la Guàrdia Nacional i es van convertir en ardents patriotes republicans. Treballadors a La Brûlatte es van comportar de manera semblant.
La família Cottereau provenia d'una línia de comerciants, notaris i sacerdots i, a diferència de la majoria dels veïns, Pierre era alfabetitzat i respectable. Els seus fills, però, eren violents, disputats, mandrosos i decididament ignorants.
Sens dubte, les prolongades absències del seu pare, tallant fusta a boscos llunyans, tallant sabates, venent els seus esclops a una àmplia zona de Mayenne, van privar els fills de Cottereau d'una figura d'autoritat. A més, com que la seva mare era analfabeta, com era habitual en aquell moment, els nens de Cottereau també eren en gran part no escolaritzats. El seu pare va morir el 1778 quan Jean Chouan tenia vint-i-un anys. Pierre, el més petit, l'únic germà gran de Jean, es va proclamar escloper com el seu pare, però no era tan hàbil ni tan treballador com el seu pare. Per sobreviure, els sis germans Cottereaus, quatre germans i dues germanes, es van implicar en el contraban de sal.
Abans del 1790, la gabella era un impost molt impopular sobre la sal. Tradicionalment, França ha estat composta per una col·lecció de regions, antics ducats, principats o regnes independents, la majoria dels quals gaudien de llargs períodes de sobirania, períodes en què es van divorciar totalment, però, completament, políticament, de la resta de França. Exemples coneguts de les regions són Normandia, Borgonya, Bretanya i Aquitània. Com a accident del desenvolupament històric d'una França integrada, aquestes regions tenien diferents tipus d'impostos per a mercaderies com la sal.
Sempre que hi hagi diferències entre preus i impostos entre dues jurisdiccions veïnes, hi haurà contraban. Per exemple, La Croixille és una ciutat del departament de Mayenne, que era (i és) una part de la regió de Maine, al segle xviii, una regió amb impostos elevats de sal. A la vall de la Vilaine, la ciutat veïna de Princé, es trobava, pel que fa a la sal, a una regió exempta d'impostos, la Bretanya. L'enorme disparitat entre el preu de la sal a les dues ciutats va provocar el contraban actiu, amb la sal adquirida a bon preu a Bretanya que es va traslladar a través del riu i es va vendre per un preu elevat a Mayenne. A la vall de la Vilaine es va fer una guerra de guerrilla perpètua entre oficials de duanes i contrabandistes.
A aquells que es dedicaven a aquest tràfic d'evitació d'impostos se'ls coneixia com a fals-salters. El terme "fals-salter" es referia a intents delictius de representar falsament la sal lleugerament tributada com a sal que ja havia estat gravada. Una persona desarmada capturada com "fals salat" estava sotmesa a condemna a les galeres i a la deportació; per llei, es podria executar un fals "salter" armat. Entre el 1730 i el 1743, 585 contrabandistes van ser deportats a Nova França (Quebec).
Jean Chouan i els seus germans, François i René, es van implicar activament en aquest tipus de comerç i, tot i que coneixien íntimament el territori, incloent tots els llocs dels boscos dels països fronterers on es podia amagar la sal il·lícita, van ser aturats diversos viatges per contraban i van evitar per ben poc la detenció.
A part de les seves activitats de contraban, els Cottereaus van realitzar diverses empreses ombrívoles al bosc de Misedon que envoltaven la seva casa a la "Closerie des Poiriers". Una mica abans del 1780, Jean Cottereau, en companyia del seu germà, René i d'altres quants, es trobaven al bosc bevent alcohol de moonshine, incomplint les lleis d'Olivet, quan els van sorprendre dos vigilants locals, Pierre Bériteau i Jean Guitton. Es va produir una baralla. Quan va acabar, un cirurgià de Laval va declarar que un dels dos estava tan ferit que no va poder suportar-se per ser traslladat a l'hospital. En canvi, va ser transportat a una fonda a Saint-Ouën-des-Toits, on va romandre diverses setmanes. El Cottereaus, cridat davant la barra de justícia, se'ls va ordenar pagar el tractament mèdic de l'home ferit i la seva habitació i pensió durant el període de la seva reclusió.
Aquest episodi va ser només una de les grans transgressions de Jean i els seus germans. El "pugnós Cottereaus", durant un període de diversos anys, va aconseguir ferir o paralitzar gairebé tots els seus veïns, generalment per motius poc sensibles, i, inevitablement, un o més d'ells van ser conduïts als tribunals i obligats a pagar una indemnització a les seves víctimes per evitar l'empresonament o deportació. Això va arruïnar financerament la família.

## Abans de la Revolució Francesa
El 1780, quan tenia vint-i-tres anys, Jean Chouan era un home buscat. Va ser caçat per haver batut un home anomenat Marchais, que, segons ell sospitava, havia informat a les autoritats sobre les seves activitats de contraban de sal. També el van buscar per un delicte més greu: amb el seu amic Jean Croissant, i Chouan se suposava que van haver assassinat un agent de duanes, Olivier Jagu, amb cops repetits d'un bastó gruixut de fusta, en una fonda de Saint-Germain-le-Fouilloux.
Condemnat a mort in absentia, la seva execució va tenir lloc en efígie, juntament amb la del seu còmplice, Jean Croissant. S'havia amagat fugint de la zona on era conegut i allistant-se, sota un fals nom, al 37è Regiment d'Infanteria a Turenne, al centre de França. Altres fonts indiquen que la seva mare, sospitant que havia estat segrestat per la corona i empresonat (o executat) sumàriament, va anar a Versalles per demanar el seu perdó al rei. Això és dubtós. De fet, la possibilitat que Chouan ja estigués en presó preventiva es contradiu amb el fet que els procediments iniciats contra ell el 1780 es reprengueren el 1785. A partir de records i papers familiars reunits per Jacques Duchemin Cépeaux, va concloure que Jean Chouan va passar el seu temps d'absència, en una distant guarnició de l'exèrcit del rei.
Jean Chouan va ser arrestat el 18 de maig de 1785 a Le Bourgneuf-la-Forêt. Sota interrogatori, va negar qualsevol participació en l'assassinat de l'agent duaner, però de totes maneres va ser condemnat a un any de presó. Va ser més afortunat que el seu amic, Jean Croissant, que havia estat detingut, jutjat i condemnat anteriorment. Chouan no es va enfrontar amb testimonis clau; alguns estaven morts, d'altres s'havien retractat, i d'altres se'ls excusava de testimoniar. Per tant, el fiscal, Enjubault-Laroche, no va poder reunir un cas fort i, quan va ser escoltat el 9 de setembre de 1785, el resultat va ser una decepcionant condemna, un sol any de presó.
Alliberat el 9 de setembre de 1786, Chouan va ser lliurat immediatament a la Dépôt de Mendicité de Rennes, sota un decret posat el 2 d'agost de 1786 i hi va romandre tres anys. Al seu alliberament, va treballar com a criat a la llar de Marie Le Bourdais, la vídua d'Alexis Ollivier, un cosí, llavors vivia a la parròquia natal de Chouan a Olivet. El fill de la vídua era un sacerdot, Alexis Ollivier, per la qual cosa Chouan va adoptar un aire de semi-respectabilitat que va ajudar a desviar qualsevol nova sospita sobre el seu caràcter criminal.

## Descontent
La Revolució Francesa va esclatar el 1789 i aviat es va fer evident que els republicans victoriosos no només pretenien enderrocar la monarquia sinó redefinir les relacions entre l'Estat i l'Església catòlica romana. Les lleis van ser aprovades per la nova Assemblea Constituent Nacional ("Assemblée constituante") reformar l'Església i, a poc a poc, erosionar els seus poders i prerrogatives tradicionals. Per exemple, l'11 d'agost de 1789, es van abolir els delmes. El 2 de novembre de 1789, es va nacionalitzar la propietat de l'Església Catòlica, principalment terres de conreu i altres béns immobles, amb la finalitat de generar ingressos de l'església. El 13 de febrer de 1790, es van prohibir els vots monàstics i es van dissoldre totes les ordres i congregacions eclesiàstiques, excepte les dedicades a l'ensenyament dels nens i a la lactància dels malalts. El 19 d'abril de 1790, l'administració de tots els béns de l'església restants va ser transferida a l'Estat.
L'últim punt fort va ser la Constitució civil del clergat ("Constitution civile du clergue"), aprovada el 12 de juliol de 1790, que va subordinar totalment l'Església catòlica romana a França al govern francès. En endavant, els bisbes (coneguts com a bisbes constitucionals) i els sacerdots havien de ser elegits localment, i aquells votants, els "electors", havien de signar un jurament afirmant la seva lleialtat a la constitució. No hi havia cap requisit que els electors fossin catòlics, de manera que això va crear la irònica situació que els protestants i els jueus podien elegir capellans i bisbes catòlics. Sota la Constitució Civil, els nous bisbes havien de jurar la seva lleialtat amb l'Estat en termes molt més forts que mai en qualsevol doctrina religiosa vigent.
Des del començament del 1791, els sacerdots terratinents van ser obligats de les seves parròquies i van ser substituïts per capellans elegits, sense propietat, que van jurar jurament a la Constitució Civil. Més important, les possessions del clergat i altres béns que havien estat propietat de l'Església durant segles, es van posar a la venda per reomplir les arques del tresor reial, que, com s'havia fet dolorosament evident durant "La crisi dels establiments generals" estava pràcticament buida.
Naturalment, les reaccions a aquestes noves lleis van ser fortes i variades. Un nombre substancial de ciutadans francesos van aprovar de bon cor i, fins i tot, la facció reformista dins de l'Església no va poder trobar culpa d'algunes de les mesures, especialment aquelles que van negar a l'Església el dret de continuar funcionant com a negoci, més que com a institució espiritual. D'altres es van oposar durament, fins i tot violentament. Previsiblement, els que van abominar les reformes eclesiàstiques també van ser els que van donar suport a la monarquia amb la major atenció. Les reaccions també van variar geogràficament. Un indicador interessant del sentiment local era el percentatge de sacerdots que estaven disposats a jurar fidelitat a la nova Constitució. A les diòcesis properes a París i al sud-est, més de nou de deu capellans estaven disposats a prestar el jurament. Per altra banda,
Jean Chouan, atesa la seva situació d'empleat desplaçat de l'abat, Alexis Ollivier, no va poder romandre passiu.